# Arno Flor
Arno Flor (Berlijn, 31 oktober 1925 – Baden-Baden, 20 november 2008) was een Duitse gitarist, componist, arrangeur en dirigent.

## Biografie
Arno Flor studeerde in Berlijn. Vanaf 1948 was hij werkzaam als gitarist, arrangeur en dirigent bij het RIAS Tanzorchester van Werner Müller. Vanaf 1954 werkte hij zelfstandig voor Franz Thon, Erwin Lehn en Robert Stolz. In 1957 ondersteunde hij Lothar Olias en orkestreerde diens soundtracks voor Die Große Chance. Tijdens de jaren 1960 arrangeerde hij voor Martin Böttcher de soundtrack voor verscheidene Karl Mayfilms. Als orkestleider begeleidde hij talrijke bekende artiesten als Alexandra, Heidi Brühl, Dorthe, Die 3 Travellers, France Gall, Greetje Kauffeld, Leo Leandros, Vicky Leandros, Gitta Lind, Ulli Martin, Vico Torriani en Gerhard Wendland bij hun plaatopnamen. In januari 1963 nam Flor samen met de bossanova-pionier Luiz Bonfá en Caterina Valente het album Luiz Bonfá e Caterina Valente op in de Portugese en de Italiaanse taal.
Daarnaast formeerde Flor tijdens de jaren 1970 een eigen dans- en amusementsorkest, waarmee hij meerdere albums opnam in surround sound. Daarbij bewerkte hij bij voorkeur klassieke thema's van Beethoven, Chopin, Tschaikowski en Verdi.

## Overlijden
Arno Flor overleed in november 2008 op 83-jarige leeftijd.

## Discografie
- 1965: Big Band Europe Presents the Great Songs of Europe (Saba)
- 1971-1975: Die großen deutschen Tanzorchester Vol. 1 & 2
- 1980: Verdi Wonderland 'The Hits Of Giuseppe Verdi For Dancing' (Basf)